# Fabrica de împachetat fum
Fabrica de împachetat fum este un film de scurt metraj documentar românesc din 1966 regizat de Iancu Moscu.